# Sarrau
Pour les articles ayant des titres homophones, voir Saro et Sarraut.

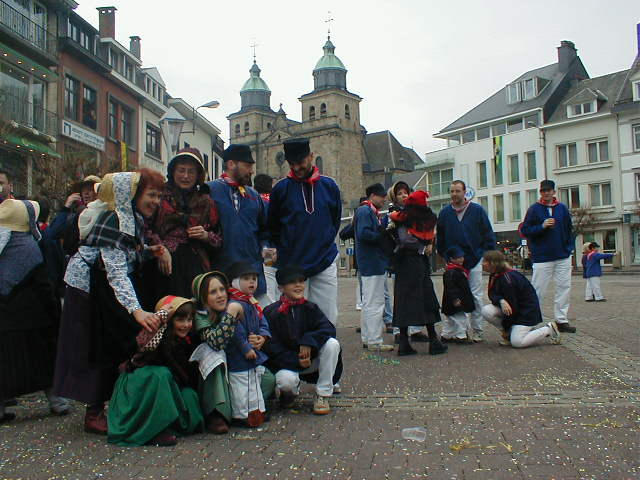
Sarrau bleu, vêtement traditionnel porté lors de fêtes folkloriques (ici à Malmedy en Belgique).

Le sarrau (au pluriel sarraus) est une blouse de travail ample et courte que l'on porte au-dessus des autres vêtements. 
En Europe, c'est notamment le costume traditionnel des paysans et des ouvriers jusqu'au début du XXe siècle.

## Folklore

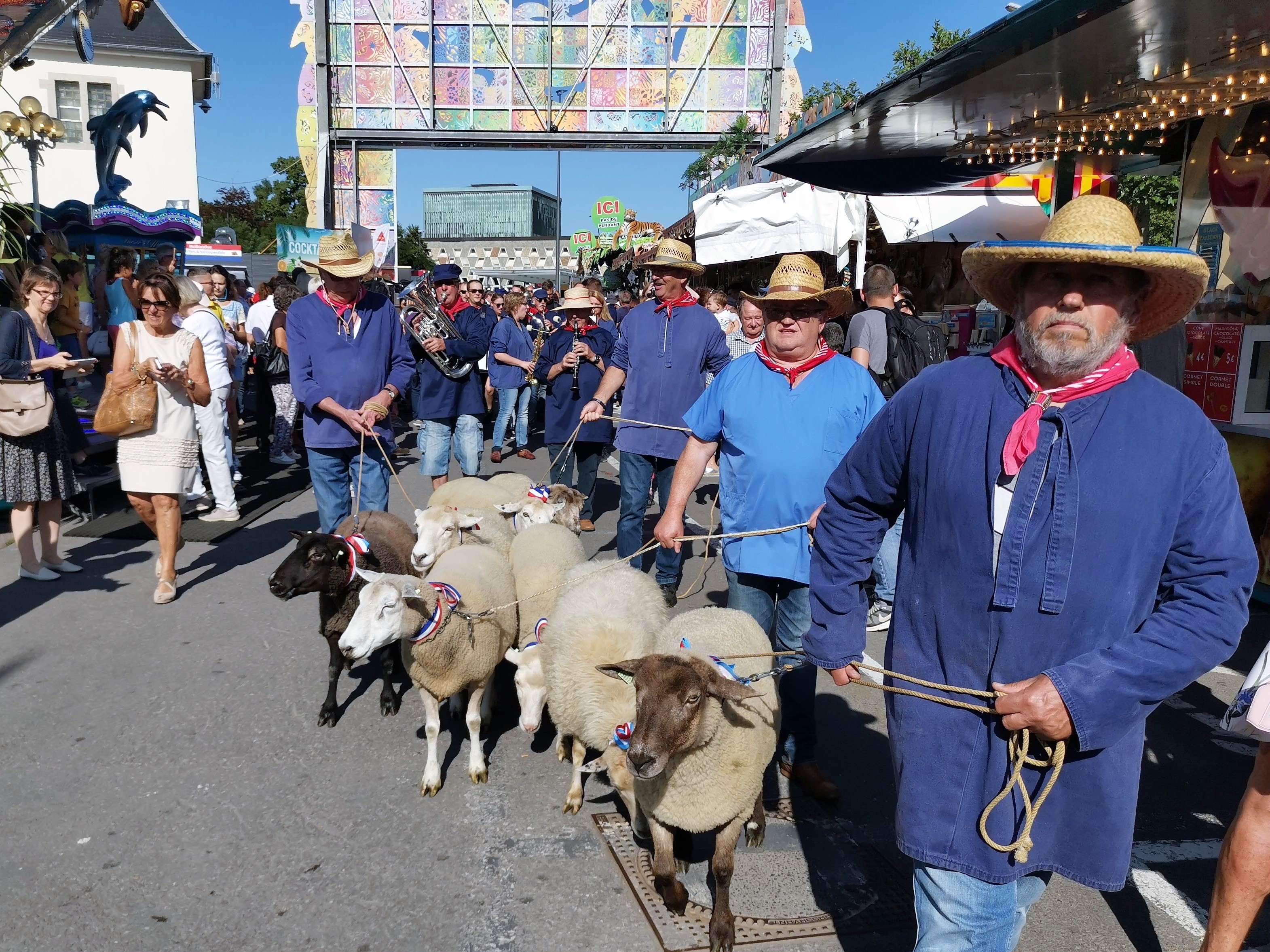
Tradition de la Hämmelsmarsch lors de la Schueberfouer à Luxembourg-ville, où les participants guidant les moutons sont vétus d'un sarrau bleu.

### Belgique
- Le sarrau bleu était l'uniforme des révolutionnaires belges de 1830[1].
- Tchantchès, personnage emblématique de Liège est traditionnellement représenté vêtu d'un sarrau surmonté d'un foulard rouge.
- Le Hellechtsmann d'Arlon est vêtu d'un sarrau bleu.

### Luxembourg
- Lors de la Hämmelsmarsch, les villageois guidant les moutons sont habillés de sarrau bleus.

## Médecine
Dans le milieu médical, le sarrau est une sorte de par-dessus que porte le chirurgien pendant l'opération. Il est en plastique et emballé dans deux sachets : le premier est non stérile et est ouvert par un aide de bloc opératoire. Le deuxième est stérile et touché uniquement par le chirurgien qui s'est, au préalable, lavé les mains. Le vêtement s'attache dans le dos avec des boutons que l'aide de bloc boutonne. Le chirurgien replie ensuite une sorte de triangle de tissu par-dessus cette fermeture afin que tout soit bien hermétique.